# يوشيتو ماتسوشيجي

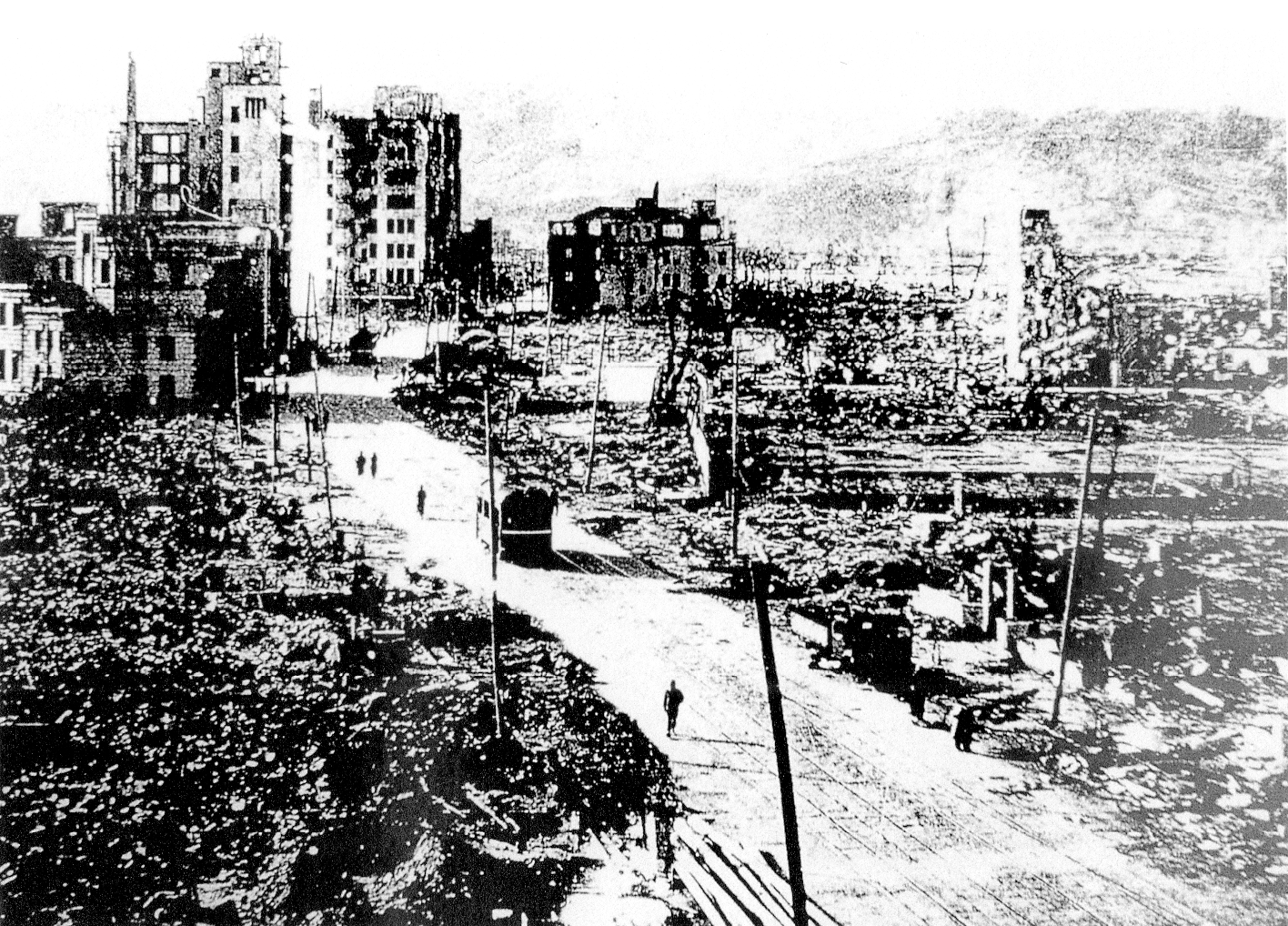
منظر عام لمدينة هيروشيما في شهر أكتوبر 1945، والذي التقطه المصور يوشيتو ماتسوشيجي

يوشيتو ماتسوشيجي (باليابانية: 松重 美人)، من مواليد 2 يناير 1913، وتوفي بتاريخ 16 يناير 2005، وهو مصور فوتوغرافي ياباني، اشتهر يوشيتو بتصوير مدينة هيروشيما بعد تعرضها للضربة النووية بتاريخ 6 أغسطس 1945.